# Lena Hall
Pour les articles homonymes, voir Lena et Hall.
Lena Hall, née Celina Carvajal le 30 janvier 1980 à San Francisco, en Californie, est une actrice et chanteuse américaine.
Elle remporte le Tony Award pour sa performance en tant que Yitzhak dans la reprise de Hedwig and the Angry Inch en 2014, ce qui lui a également valu une nomination aux Grammy Award pour le meilleur album de comédie musicale.

## Biographie
Celina Consuela Gabriella Carvajal est née à San Francisco, en Californie, le 30 janvier 1980, de Carlos et Carolyn (née Houser) Carvajal. Son père est danseur de ballet, chorégraphe et co-directeur artistique du Festival annuel de danse ethnique de San Francisco, tandis que sa mère était une danseuse étoile et est maintenant maître yogi,,.
Elle a des origines philippines,, espagnoles et suédoises par son père. Son grand-père paternel est arrivé des Philippines à San Francisco en 1926 et sa grand-mère paternelle est suédoise. Sa sœur est Calliope "Calli" Carvajal, une coiffeuse.
Elle est diplômée de l'école Ruth Asawa San Francisco School of the Arts, où elle a d'abord étudié la danse, et est une ancienne élève de la Young People's Teen Musical Theatre Company à San Francisco.
Sa première grande opportunité a été de chanter pour le pape Jean-Paul II au Candlestick Park à San Francisco devant plus de 50 000 personnes à l'âge de 7 ans.
Hall a changé son nom professionnel de "Celina Carvajal" à Lena Hall en 2013, disant qu'elle l'avait créé pour sa personnalité musicale et qu'elle voulait maintenant l'utiliser pour sa carrière d'actrice aussi. Elle a expliqué son changement de nom à Broadway.com : "Plusieurs personnes de l'industrie m'ont suggéré d'avoir un seul nom pour tout. [Lena Hall] est simplement la contraction de mon prénom et de mon nom de famille. Ainsi, Lena Hall est Celina Carvajal. Cela semblait être une façon plus facile pour les gens de me connaître. Lena Hall est un joli nom symétrique, et cela rappelle Lena Horne, qui était chanteuse. Et quand les gens entendent mon nom, je veux qu'ils pensent à une chanteuse". Elle a découvert plus tard que "Carvajal" est en réalité un nom de scène pris il y a sept générations et qui est devenu un nom de famille. Hall a déclaré que c'était l'une des raisons pour lesquelles elle a pu abandonner le nom de Carvajal, car il s'agissait d'un nom de scène et qu'elle avait l'impression que ses ancêtres seraient d'accord avec son changement de nom.
En décembre 2018, elle a annoncé ses fiançailles avec Jonathan Stein. Ils se sont mariés le 27 mai 2019 aux Bermudes.

## Parcours artistique

### Comédies musicales
Lena Hall a notamment joué le rôle de Nicola dans la distribution originale de la comédie musicale de Broadway Kinky Boots et a remporté le Tony Award pour sa performance en tant que Yitzhak dans la reprise de Hedwig and the Angry Inch en 2014, ce qui lui a également valu une nomination aux Grammy Award pour le meilleur album de comédie musicale. Elle est la première personne à jouer à la fois Hedwig et Yitzhak dans la même production lors de la tournée nationale de la comédie musicale en 2016. Ses autres crédits à Broadway incluent Cats, 42nd Street, Dracula et Tarzan.
Hall a également joué dans des productions Off-Broadway telles que Radiant Baby, Bedbugs!!!, Rooms: A Rock Romance, The Toxic Avenger, Prometheus Bound, Chix6, Little Shop of Horrors et la pièce originale de 2017 How to Transcend a Happy Marriage,.

### Cinéma
Hall est apparue dans des films tels que Sex and the City (2008), The Graduates (2008), Born from the Foot (2009), The Big Gay Musical (2009) et Becks (2017), pour lequel elle a reçu un accueil critique très positif. 

### Séries télévisées
Elle a également joué dans des séries télévisées telles que La Force du destin sur ABC, Girls sur HBO, Good Girls Revolt sur Amazon Prime, et a prêté sa voix au personnage de la Comtesse Coloratura dans Mon Petit Poney : L'Amitié est magique (My Little Pony: Friendship Is Magic). 
En 2020, elle a rejoint la distribution de la série de science-fiction Snowpiercer sur TNT, dans le rôle de Miss Audrey.
En 2025, elle joue le rôle de Allison Cooper dans la série Vrais voisins, faux amis.

## Filmographie

### Cinéma

#### En tant qu'actrice

##### Longs métrages
- 2008 : Sex and the City, le film : la fille dans la vingtaine d'âge #4 (créditée comme Celina Carvajal)
- 2008 : The Graduates : Inga (créditée comme Celina Carvajal)
- 2009 : Born from the Foot : Barney (créditée comme Celina Carvajal)
- 2009 : The Big Gay Musical : l'épouse / Eve (créditée comme Celina Carvajal)
- 2017 : Becks : Becks[27]
- 2025 : Honey Don't! d'Ethan Coen

##### Courts métrages
- 2008 : Pumpkin Boy : la demoiselle d'honneur (créditée comme Celina Carvajal)
- 2014 : Russian Broadway Shut Down : la lesbienne

### Télévision

#### En tant qu'actrice
- 2008 : La Force du destin (All My Children) : Treena (9 épisodes)
- 2015 : Good Girls Revolt : Juicy Lucy
- 2016 : Girls : Holly[28]
- 2020 - 2023 : Snowpiercer : Miss Audrey
- 2022 : Evil : Marie Taylor

#### En tant que comédienne de doublage
- 2015 : BoJack Horseman (1 épisode)
- 2015 : My Little Pony : Les amies, c'est magique : comtesse Coloratura / Rara (1 épisode)
- 2019 : Nature Cat (1 épisode)

## Discographie
- 2012 : Central Booking
- 2015 : Sin & Salvation: Live At the Carlyle
- 2018 : Obsessed: Hedwig and the Angry Inch

## Théâtre
- 1998–1999 : Cats : Demeter / Bombalurina / Cassandra (tournée nationale)
- 1999–2000 : Cats : Demeter (Broadway, Winter Garden Theatre)
- 2000 : Annie Get Your Gun : Annie Oakley (tournée nationale)
- 2000 : On a Clear Day You Can See Forever (Off-Broadway)
- 2001 : 42nd Street : Annie (Broadway, Lyric Theatre)
- 2003 : Radiant Baby (Off-Broadway, Joseph Papp Public Theater / Newman Theater)
- 2004 : Dracula, the Musical (Broadway, Belasco Theatre)
- 2006 : Tarzan, the Musical (Broadway, Richard Rodgers Theatre)
- 2008 : Green Eyes (Off-Broadway, Theater 80)
- 2008 : Bedbugs!!! : Carly (Off-Broadway, New York Musical Theatre Festival)
- 2009 : Rooms: A Rock Romance : Monica P. Miller (Off-Broadway, New World Stages Stage II)
- 2009 : The Toxic Avenger : Sarah (Off-Broadway, New World Stages Stage I)
- 2010 : The Last Goodbye : Rosaline (Williamstown Theatre Festival)
- 2011 : Prometheus Bound : Daughter of the Ocean (American Repertory Theater)
- 2011 : Chix6 : Blaze (Off-Broadway)
- 2013–2014 : Kinky Boots : Nicola (Broadway, Al Hirschfeld Theatre)
- 2014–2015 : Hedwig and the Angry Inch : Yitzhak (Broadway, Belasco Theatre)
- 2016 : Hedwig and the Angry Inch : Hedwig / Yitzhak (tournée nationale, Los Angeles et San Francisco)
- 2017 : How to Transcend a Happy Marriage : Pip (Off-Broadway, Mitzi E. Newhouse Theater)